# Marc Radgen
Marc Radgen (* 1989) ist ein professioneller deutscher Pokerspieler. Er gewann 2022 ein Bracelet bei der World Series of Poker Online.

## Pokerkarriere
Radgen stammt aus dem hessischen Friedrichsdorf in der Stadtregion Frankfurt. Er spielt seit 2006 Poker und nutzt online die Nicknames Pelinkovac89 (GGPoker) sowie Rowniwn (PokerStars). Zudem war er als DasJaeger (partypoker) und Row89 (Full Tilt Poker) aktiv. Bis August 2016 erspielte sich der Deutsche auf PokerStars Turnierpreisgelder von mehr als 1,5 Millionen US-Dollar. Im Jahr 2020 stand er zeitweise unter den Top 100 des PokerStake-Rankings, das die erfolgreichsten Onlinepoker-Turnierspieler weltweit listet.
Seine erste Geldplatzierung bei einem Live-Pokerturnier erzielte Radgen Mitte April 2012 beim Main Event der European Poker Tour in Berlin. Dort erhielt er für den 32. Platz eine Auszahlung von 17.500 Euro. Anfang Oktober 2014 erreichte er beim Main Event der UK & Ireland Poker Tour auf der Isle of Man den Finaltisch und sicherte sich als Fünfter knapp 20.000 Britische Pfund, was sein bis heute höchstes Live-Preisgeld darstellt. Seine bis dato letzte Live-Geldplatzierung erzielte der Deutsche im Oktober 2018 auf Malta. Ende Juli 2020 kam er auf GGPoker bei der aufgrund der COVID-19-Pandemie erstmals ausgespielten World Series of Poker Online einmal ins Geld. Bei den Austragungen 2021 und 2022 erreichte er jeweils viermal die bezahlten Plätze. Dabei gewann er Ende September 2022 das Closer-Event in der Variante No Limit Hold’em und sicherte sich ein Bracelet sowie den Hauptpreis von knapp 150.000 US-Dollar.
Insgesamt hat sich Radgen mit Poker bei Live-Turnieren mindestens knapp 100.000 US-Dollar erspielt.